# Filmový festival v Sarlatu
Filmový festival v Sarlatu (francouzsky Festival du film de Sarlat) je francouzský filmový festival, který se koná od roku 1991 v listopadu ve městě Sarlat-la-Canéda v departementu Dordogne. Specifičnost festivalu spočívá v tom, že se zaměřuje na studenty posledních ročníků středních škol z celé Francie. V rámci přípravy na své budoucí bakalářské studium mají možnost setkat se zde s režiséry, scenáristy, techniky, herci, ale i s kritiky, historiky a filmovými pedagogy, kteří jsou v Sarlatu přítomni během festivalu.